# Paul Ribeyre

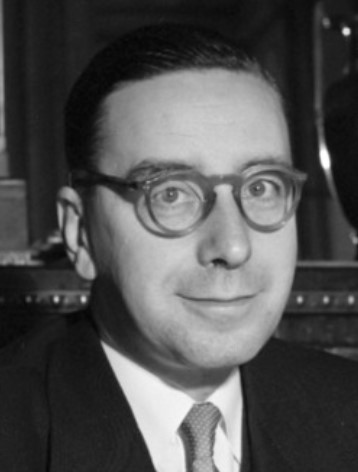
Paul Ribeyre (1951)

Paul François Auguste Marie Ribeyre (* 11. Dezember 1906 in Aubagne, Département Bouches-du-Rhône; † 14. Januar 1988 in Valence, Département Drôme) war ein französischer Politiker der Parti paysan d’union sociale (PPUS), des Centre national des indépendants et paysans (CNIP), der Républicains indépendants (RI) und zuletzt der Union pour la démocratie française (UDF), der unter anderem zwischen 1946 und 1958 Mitglied der Nationalversammlung und Minister in mehreren Regierungen der Vierten Französischen Republik war. In der Fünften Republik war er von 1959 bis 1980 Mitglied des Senats.

## Leben
Paul François Auguste Marie Ribeyre war nach einem Studium am Collège du Sacré-Cœur in Marseille als Wirtschaftsmanager tätig und unter anderem Geschäftsführer des Mineralwasserunternehmens Société générale de la source Vals-Reine in Vals-les-Bains. Als Nachfolger von Louis Le Sourd wurde er am 2. Juli 1943 Bürgermeister von Vals-les-Bains und bekleidete dieses Amt bis zum 14. August 1944, woraufhin Louis Coudène das Amt übernahm. Für seine Verdienste im Zweiten Weltkrieg wurde ihm das Croix de guerre 1939–1945 verliehen. Neun Monate später übernahm er von Louis Coudène am 18. Mai 1945 wieder Bürgermeister von Vals-les-Bains und übte dieses Amt nach seinen Wiederwahlen am 3. Mai 1953, 15. März 1959, 21. März 1965, 21. März 1971 und 20. März 1977 bis zur Ablösung durch seinen Sohn Jean-Paul Ribeyre am 20. März 1983.
Nach Kriegsende wurde Ribeyre am 21. Oktober 1945 für die Bauernpartei der Sozialunion PPUS (Parti paysan d’union sociale) erstmals zum Mitglied der Verfassungs- beziehungsweise Gesetzgebenden Nationalversammlung und danach der Nationalversammlung (Assemblée nationale) gewählt und vertrat in dieser nach seinen Wiederwahlen am 2. Juni 1946, 10. November 1946, 17. Juni 1951 und 2. Januar 1956 die Interessen des Départements Ardèche vom 6. November 1945 bis zum 5. Dezember 1958. Er war während seiner Parlamentszugehörigkeit der Fraktionen der Parti paysan d’union sociale, des Centre républicain d’action paysanne et sociale (CRAPS) und zuletzt der Indépendants et paysans d’action sociale (IPAS). Am 28. Oktober 1949 übernahm er im Kabinett Bidault II sein erstes Regierungsamt und fungierte bis zum 5. Dezember 1949 als Unterstaatssekretär im Ministerium für öffentliche Gesundheit und Bevölkerung (Sous-secrétaire d’État à la Santé publique et à la Population).
Am 11. August 1951 übernahm Paul Ribeyre im Kabinett Pleven II das Amt als Minister für öffentliche Gesundheit und Bevölkerung (Ministre de la Santé publique et de la Population) und bekleidete dieses Amt im Anschluss auch im Kabinett Faure I (20. Januar bis 8. März 1952) sowie im Kabinett Pinay (8. März 1952	bis 8. Januar 1953). Im Kabinett Mayer fungierte er zwischen dem 8. Januar und seiner Ablösung durch Guy Petit 11. Februar 1953 zunächst als Handelsminister (Ministre du Commerce) und war daraufhin als Nachfolger von André Boutemy vom 11. Februar bis zum 28. Juni 1953 erneut Minister für öffentliche Gesundheit und Bevölkerung (Ministre de la Santé publique et de la Population).
Danach wurde Ribeyre am 28. Juni 1953 im Kabinett Laniel I Siegelbewahrer (Garde des sceaux) und Justizminister (Ministre de la Justice) und bekleidete dieses Amt vom 16. Januar bis zum 19. Juni 1954 auch im Kabinett Laniel II. Zuletzt übernahm er am 6. November 1957 im Kabinett Gaillard das Amt als Minister für Industrie und Handel (Ministre de l’Industrie et du Commerce) und behielt diesen Posten zwischen dem 14. Mai und 1. Juni 1958 auch im Kabinett Pflimlin.
Nach Inkrafttreten der Verfassung der Fünften Französischen Republik am 4. Oktober 1958 wurde Paul Ribeyre am 26. April 1959 zum  Mitglied des wieder geschaffenen Senats (Sénat) gewählt und vertrat in diesem nach seinen Wiederwahlen am 23. September 1962 und 26. September 1971 bis zum 1. Oktober 1980 das Département Ardèche, woraufhin Henri Torre zum neuen Senator gewählt wurde. Darüber hinaus übernahm er am 14. Januar 1974 den neu geschaffenen Posten des Präsidenten des Regionalrates der damaligen Region Rhône-Alpes und verblieb in diesem Amt bis zu seiner Ablösung durch Michel Durafour am 28. September 1980. Für seine langjährigen Verdienste wurde er Offizier der Ehrenlegion.